# NGC 4575
NGC 4575 је спирална галаксија у сазвежђу Кентаур која се налази на NGC листи објеката дубоког неба.
Деклинација објекта је - 40° 32' 15" а ректасцензија 12h 37m 51,1s. Привидна величина (магнитуда) објекта NGC 4575 износи 12,3 а фотографска магнитуда 13,1. Налази се на удаљености од 32,267 милиона парсека од Сунца. NGC 4575 је још познат и под ознакама ESO 322-36, MCG -7-26-15, DCL 85, IRAS 12351-4015, PGC 42181.